# Athletic Club Sparta Praha fotbal 1998-1999
Questa voce raccoglie le informazioni riguardanti l'Athletic Club Sparta Praha fotbal nelle competizioni ufficiali della stagione 1998-1999.

## Stagione
Lo Sparta Praga vince il quinto titolo nazionale con le reti del capocannoniere Siegl (18).
In UEFA Champions League i cechi si fanno eliminare ai preliminari dalla Dinamo Kiev (1-1, 3-1 ai calci di rigore).

## Calciomercato
Vengono ceduti Drobny (Chmel Blšany), Řepka (Fiorentina), Mistr (Dukla Příbram), Hašek (Cernolice), Zelenka (Anderlecht) e nel gennaio del 1999 Cizek (al Monaco 1860 per 610.000 euro).
Vengono acquistati Novotný (Wolfsburg), Mlejnsky (Viktoria Žižkov), Stracený, Smarda (Sigma Olomouc), Rosický e nel gennaio del 1999 Sovic (Košice) e Prohaszka (Košice).

## Rosa
| N. |                      | Ruolo | Calciatore        |
| -- | -------------------- | ----- | ----------------- |
| 22 | Rep. Ceca (bandiera) | P     | Michal Čaloun     |
| 1  | Rep. Ceca (bandiera) | P     | Tomáš Poštulka    |
| 17 | Rep. Ceca (bandiera) | D     | Pavel Novotný     |
| 26 | Rep. Ceca (bandiera) | D     | Michal Žižka      |
| 5  | Rep. Ceca (bandiera) | D     | Michal Horňák     |
| 3  | Rep. Ceca (bandiera) | D     | Tomáš Votava      |
| 2  | Rep. Ceca (bandiera) | D     | Petr Gabriel      |
| 20 | Rep. Ceca (bandiera) | D     | Petr Lukáš        |
| 15 | Rep. Ceca (bandiera) | D     | Antonín Mlejnsky  |
| 6  | Rep. Ceca (bandiera) | C     | Zdeněk Svoboda    |
| 12 | Rep. Ceca (bandiera) | C     | Vlastimil Svoboda |

| N. |                       | Ruolo | Calciatore        |
| -- | --------------------- | ----- | ----------------- |
| 8  | Rep. Ceca (bandiera)  | C     | Jiří Novotný      |
| 4  | Rep. Ceca (bandiera)  | C     | Martin Hašek      |
| 18 | Rep. Ceca (bandiera)  | C     | Petr Papoušek     |
| 16 | Rep. Ceca (bandiera)  | C     | Ludek Stracený    |
| 7  | Slovacchia (bandiera) | C     | Miroslav Sovič    |
| 25 | Rep. Ceca (bandiera)  | C     | Tomáš Rosický     |
| 19 | Rep. Ceca (bandiera)  | A     | Martin Prohászka  |
| 10 | Rep. Ceca (bandiera)  | A     | Horst Siegl       |
| 23 | Rep. Ceca (bandiera)  | A     | Miroslav Baranek  |
| 9  | Rep. Ceca (bandiera)  | A     | Vratislav Lokvenc |
| 11 | Rep. Ceca (bandiera)  | A     | Josef Obajdin     |